# SummerSlam (2007)
SummerSlam (2007) – gala wrestlingu, zorganizowana przez amerykańską federację WWE. Odbyła się 26 sierpnia 2007 w Continental Airlines Arena w East Rutherford w stanie New Jersey. Była to dwunasta gala w chronologii SummerSlam.

## Wyniki walk
| Nr                                                                                    | Wyniki | Stypulacje                                                    | Czas  |
| ------------------------------------------------------------------------------------- | --- | ------------------------------------------------------------- | ----- |
| 1D                                                                                    | Lance Cade i Trevor Murdoch pokonali Paula Londona i Brian Kendrick | Tag team match                                                | –     |
| 2                                                                                     | Kane pokonał Finlay | Singles match                                                 | 8:50  |
| 3                                                                                     | Umaga (c) pokonał Carlito i Mr. Kennedy’ego | Triple Threat match o WWE Intercontinental Championship       | 7:25  |
| 4                                                                                     | Rey Mysterio pokonał Chavo Guerrero | Singles match                                                 | 12:20 |
| 5                                                                                     | Beth Phoenix pokonała Michelle McCool, Torrie Wilson, Melina, Mickie James, Jillian Hall, Kelly Kelly, Kristal Marshall, Victorię, Laylę, Marię i Brooke, ostatnią eliminując McCool | Battle Royal o miano pretendentki do WWE Women’s Championship | 7:10  |
| 6                                                                                     | John Morrison (c) pokonał CM Punka | Singles match o ECW Championship                              | 7:21  |
| 7                                                                                     | Triple H pokonał King Bookera (z Queen Sharmell) | Singles match                                                 | 7:55  |
| 8                                                                                     | Batista pokonał The Great Khaliego (c) (z Ranjin Singhiem) przez dyskwalifikację | Singles match o World Heavyweight Championship                | 7:00  |
| 9                                                                                     | John Cena (c) pokonał Randy’ego Ortona | Singles match o WWE Championship                              | 21:18 |
| (c) – mistrz/mistrzyni przed walkąD – walka była dark matchem (nietransmitowana w TV) | |                                                               |       |

### Udział i eliminacje w Battle Royalu kobiet
| Nr wejścia | uczestniczka     | Brand     | Nr eliminacji | Wyeliminowana przez |
| ---------- | ---------------- | --------- | ------------- | ------------------- |
| 1          | Maria            | Raw       | 2             | Hall                |
| 2          | Beth Phoenix     | Raw       | –             | Wygrana             |
| 3          | Melina           | Raw       | 9             | McCool & Wilson     |
| 4          | Jillian Hall     | Raw       | 7             | Wilson              |
| 5          | Mickie James     | Raw       | 8             | Melina              |
| 6          | Torrie Wilson    | SmackDown | 10            | Phoenix             |
| 7          | Victoria         | SmackDown | 4             | Marshall            |
| 8          | Kristal Marshall | SmackDown | 5             | McCool              |
| 9          | Michelle McCool  | SmackDown | 11            | Phoenix             |
| 10         | Layla            | ECW       | 3             | Melina              |
| 11         | Kelly Kelly      | ECW       | 6             | Phoenix i Hall      |
| 12         | Brooke           | ECW       | 1             | Phoenix             |